# Escapism (Fallulah)
Escapism è il secondo album discografico in studio della cantante danese Fallulah, pubblicato nel 2013.

## Tracce
1. Deserted Homes – 4:13
2. Mares – 3:40
3. Dried-Out Cities – 4:19
4. Escapism – 3:36
5. Superfishyality – 3:16
6. Come into My Heart – 4:15
7. Graveyard of Love – 3:55
8. Dragon – 3:04
9. Your Skin – 3:32
10. 13th Cigarette – 4:10
11. Car Window – 3:25
12. Hurricane (Cover) (bonus track) – 2:59
13. He'll Break Up With You When Summer Comes (bonus track) – 3:22